# 丹生明里
丹生明里（日语：／ Nibu Akari，2001年2月15日— ）是日本女藝人，為女子偶像團體日向坂46前成員，埼玉縣出身，出生於栃木縣，所屬經紀公司為Seed & Flower。2017年以平假名櫸坂46二期生身分出道。2025年1月29日自日向坂46畢業。

## 早年生活
2001年2月15日，丹生出生於栃木縣。直到7歲前住在群馬縣，後來搬到埼玉縣。 她有兩個哥哥。
丹生擁有劍道三段的段位，並在中學時參加了縣級比賽

## 經歷
高中一年級時，受到櫸坂46的單曲《沉默的多數》的震撼啟發，從而立志成為偶像，並報名參加了「平假名櫸坂坂46追加成員徵選」 。
2017年8月13日，丹生通過平假名櫸坂46追加成員徵選，並在15日首次披露。12月12日，於幕張展覽館舉行的「平假名櫸坂46 平假名全國巡演2017 FINAL！」中首次公開亮相。
2019年3月，從高中畢業。
2020年2月19日發行的日向坂46第4張單曲《才沒這回事呢》的收錄曲《我能為你做些什麼呢》（君のため何ができるだろう）中首次擔任歌曲的Center。11月14日，在「埼玉150周年1年前活動」中，與金村美玖、渡邊美穗獲任命為埼玉縣宣傳大使「埼玉應援團」（小紫鴿俱樂部）的成員。
2021年4月29日，電視劇《聲春！》開始播出，丹生與佐佐木美玲共同擔任主演。此外，在該劇的主題曲《聲音的足跡》中，也與佐佐木美玲共同擔任Center。
2022年7月26日，發行首本個人寫真集《溫柔的關係》（やさしい関係），於夏季的瀨戶內地方和冬季的青森縣拍攝。以4.6萬銷量取得Oricon公信榜書籍週榜寫真集部門第1位。
2023年2月15日，開設個人Instagram帳號。3月20日，獲宣布為日向坂46第9張單曲《One choice》的Center，也是首次在日向坂46單曲中擔任Center。8月25日，營運方宣布丹生將專心治療腰痛而暫停日向坂46的活動，丹生亦在部落格上告知此事。12月9日，休養中的丹生參演了於K-Arena橫濱舉行的潮紗理菜的畢業典禮。12月31日，於「CDTV LIVE!LIVE!跨年特別節目!2023→2024」（TBS電視台）中正式回歸。
2024年8月6日，於日向坂46官網的個人部落格中宣布將於第12張單曲《絕對第六感》的活動結束後畢業。11月30日、12月1日，在PIA ARENA MM舉行畢業典禮。12月23日，於日向坂46的冠名節目《在日向坂見面吧》中舉辦丹生的畢業環節，節目最後由主持人奧黛麗給與畢業證書，也是最後一次出演該節目。12月26日，於「Happy Magical Tour 2024」最終場東京巨蛋第二日公演中登台演出。
2025年1月29日，參與「線上見面＆問候（個別見面會）」後，正式從日向坂46畢業。2月28日，丹生位於日向坂46官方網站內的個人部落格正式關閉。4月1日，開設個人官方網站和粉絲俱樂部以及YouTube頻道。4月15日，擔任原宿警察署的一日警察署長。4月24日，擔任「Coca-Cola STAGE:0 eSPORTS 高中錦標賽2025」特別應援大使
。

## 人物
- 興趣是看漫畫與打遊戲，2022年起也開始挑戰園藝[55]。看漫畫的習慣來自哥哥影響[56]。
- 特技是劍道[57]，受到擅長劍道的哥哥影響，從小學三年級開始學習，直到高二加入平假名櫸坂46前都一直練劍道[8]。中學三年級時，曾在個人戰晉級到縣大賽[10]。
- 自稱擅長遊戲，曾在節目《有吉eeee! 對了！現在去你家打電動好嗎？》中玩《Fortnite》，被有吉弘行稱讚為「至今來賓裡面最強的吧？」[58]。她也被稱作「真玩家」[59]。

## 演唱歌曲
- 標註「★」符號者，表示該首歌曲有拍攝MV。

### 單曲
日向坂46
|      | 發行日期       | 單曲名稱              | 參與歌曲名稱              | 名義            | 收錄於 | MV | 備註         |
| ---- | -------------- | --------------------- | ------------------------- | --------------- | ------ | -- | ------------ |
| 1st  | 2019年03月27日 | 心動了                | 心動了                    |                 | 全版本 | ★  | A面曲        |
| 1st  | 2019年03月27日 | 心動了                | JOYFUL LOVE               |                 | 全版本 | ★  |              |
| 1st  | 2019年03月27日 | 心動了                | 悸動草                    |                 | Type-C | ★  |              |
| 1st  | 2019年03月27日 | 心動了                | 如果沉默是愛              | （2期生）       | 通常盤 |    |              |
| 2nd  | 2019年07月17日 | Do Re Mi Sol La Si Do | Do Re Mi Sol La Si Do     |                 | 全版本 | ★  | A面曲        |
| 2nd  | 2019年07月17日 | Do Re Mi Sol La Si Do | 狐狸                      |                 | 全版本 | ★  |              |
| 2nd  | 2019年07月17日 | Do Re Mi Sol La Si Do | Cage                      |                 | Type-A | ★  |              |
| 2nd  | 2019年07月17日 | Do Re Mi Sol La Si Do | Dash&Rush                 | （2期生&3期生） | 通常盤 |    |              |
| 3rd  | 2019年10月02日 | 如此喜歡你可以嗎？    | 如此喜歡你可以嗎？        |                 | 全版本 | ★  | A面曲        |
| 3rd  | 2019年10月02日 | 如此喜歡你可以嗎？    | 真正的時間                |                 | 全版本 | ★  |              |
| 3rd  | 2019年10月02日 | 如此喜歡你可以嗎？    | 川流不止息                |                 | 通常盤 |    |              |
| 4th  | 2020年02月19日 | 才沒這回事呢          | 才沒這回事呢              |                 | 全版本 | ★  | A面曲        |
| 4th  | 2020年02月19日 | 才沒這回事呢          | 青春之馬                  |                 | 全版本 | ★  |              |
| 4th  | 2020年02月19日 | 才沒這回事呢          | 我能為你做些什麼呢        | （2期生&3期生） | 通常盤 |    | Center       |
| 5th  | 2021年05月26日 | 只有你最強            | 只有你最強                |                 | 全版本 | ★  | A面曲        |
| 5th  | 2021年05月26日 | 只有你最強            | 聲音的足跡                |                 | 全版本 | ★  |              |
| 5th  | 2021年05月26日 | 只有你最強            | 世界充滿了Thank you!      | （2期生）       | Type-D | ★  |              |
| 5th  | 2021年05月26日 | 只有你最強            | 巨大的夢想壓垮了我        |                 | 通常盤 |    |              |
| 6th  | 2021年10月27日 | 話說                  | 話說                      |                 | 全版本 | ★  | A面曲        |
| 6th  | 2021年10月27日 | 話說                  | 無論多少次無論多少次      |                 | 全版本 | ★  |              |
| 6th  | 2021年10月27日 | 話說                  | 意想不到的雙虹            |                 | Type-A |    |              |
| 6th  | 2021年10月27日 | 話說                  | 呵欠Letter                |                 | Type-C | ★  |              |
| 6th  | 2021年10月27日 | 話說                  | 傷停補時                  |                 | 通常盤 |    |              |
| 7th  | 2022年06月01日 | 我這種人              | 我這種人                  |                 | 全版本 | ★  | A面曲        |
| 7th  | 2022年06月01日 | 我這種人              | 飛機雲的形成理由          |                 | 全版本 | ★  |              |
| 7th  | 2022年06月01日 | 我這種人              | 戀愛中的魚在空中飛翔      | （2期生）       | Type-D | ★  |              |
| 7th  | 2022年06月01日 | 我這種人              | 不知不覺被愛著            |                 | 通常盤 |    |              |
| 8th  | 2022年10月26日 | 星月共舞的Midnight    | 星月共舞的Midnight        |                 | 全版本 | ★  | A面曲        |
| 8th  | 2022年10月26日 | 星月共舞的Midnight    | HEY！OHISAMA！            |                 | 全版本 |    |              |
| 8th  | 2022年10月26日 | 星月共舞的Midnight    | 一生一次的夏天            |                 | 通常盤 |    |              |
| 9th  | 2023年04月19日 | One choice            | One choice                |                 | 全版本 | ★  | A面曲 Center |
| 9th  | 2023年04月19日 | One choice            | 戀愛逃之夭夭              |                 | 全版本 | ★  | Center       |
| 9th  | 2023年04月19日 | One choice            | You're in my way          | （2期生）       | Type-B |    |              |
| 9th  | 2023年04月19日 | One choice            | 朋友啊 是夜空中第一顆星星 |                 | 通常盤 | ★  |              |
| 10th | 2023年07月26日 | Am I ready?           | Am I ready?               |                 | 全版本 | ★  | A面曲        |
| 10th | 2023年07月26日 | Am I ready?           | 接觸與感情                |                 | Type-A |    |              |
| 10th | 2023年07月26日 | Am I ready?           | 你會倒立嗎？              | （2期生）       | Type-C |    |              |
| 10th | 2023年07月26日 | Am I ready?           | 玻璃窗髒了                |                 | 通常盤 | ★  |              |
| 11th | 2024年05月08日 | 你是蜜瓜              | 你是蜜瓜                  |                 | 全版本 | ★  | A面曲        |
| 11th | 2024年05月08日 | 你是蜜瓜              | 緊隨我後                  |                 | 通常盤 | ★  |              |
| 12th | 2024年09月18日 | 絕對第六感            | 絕對第六感                |                 | 全版本 | ★  | A面曲        |
| 12th | 2024年09月18日 | 絕對第六感            | 永遠的蘇菲亞              |                 | Type-A |    |              |
| 12th | 2024年09月18日 | 絕對第六感            | 妄想大波斯菊              |                 | Type-C |    |              |

平假名櫸坂46
| 發行日期        | 歌名                 | 名義                | 收錄於                     | MV | 備註 |
| --------------- | -------------------- | ------------------- | -------------------------- | -- | ---- |
| 2017年010月25日 | NO WAR in the future | 平假名櫸坂46        | 櫸坂46《就算風吹》Type-B   |    |      |
| 2018年03月07日  | 一半的記憶           | 平假名櫸坂46第2期生 | 櫸坂46《打破玻璃！》通常盤 |    |      |
| 2018年08月15日  | 快樂氛圍             | 平假名櫸坂46        | 櫸坂46《矛盾心理》Type-B   | ★  |      |
| 2019年02月27日  | 想對你說的話         | 平假名櫸坂46        | 櫸坂46《黑羊》全版本       | ★  |      |
| 2019年02月27日  | 擁抱你               | 平假名櫸坂46        | 櫸坂46《黑羊》Type-B       |    |      |

### 專輯
日向坂46
|     | 發行日期       | 專輯名稱   | 參與歌曲名稱              | 名義 | 收錄於 | 備註 |
| --- | -------------- | ---------- | ------------------------- | ---- | ------ | ---- |
| 1st | 2020年09月23日 | HINATAZAKA | 心機小可愛                |      | 全版本 | ★    |
| 1st | 2020年09月23日 | HINATAZAKA | 跳得比誰都還高！2020      |      | Type-A |      |
| 1st | 2020年09月23日 | HINATAZAKA | 日向坂                    |      | Type-A |      |
| 1st | 2020年09月23日 | HINATAZAKA | NO WAR in the future 2020 |      | Type-B |      |
| 1st | 2020年09月23日 | HINATAZAKA | 不顧一切地                |      | Type-B |      |
| 1st | 2020年09月23日 | HINATAZAKA | My fans                   |      | Type-B |      |
| 1st | 2020年09月23日 | HINATAZAKA | 約定之卵 2020             |      | 通常盤 |      |

平假名櫸坂46
|     | 發行日期       | 專輯名稱   | 參與歌曲名稱         | 名義      | 收錄於 | 備註 |
| --- | -------------- | ---------- | -------------------- | --------- | ------ | ---- |
| 1st | 2018年06月20日 | 起跑的瞬間 | 沒有期待的自己       |           | 全版本 | ★    |
| 1st | 2018年06月20日 | 起跑的瞬間 | 不成熟的憤怒         | （2期生） | Type-A |      |
| 1st | 2018年06月20日 | 起跑的瞬間 | 約定之卵             |           | Type-A |      |
| 1st | 2018年06月20日 | 起跑的瞬間 | 衝往最前排           | （2期生） | Type-B |      |
| 1st | 2018年06月20日 | 起跑的瞬間 | 像車輪摩擦般哭泣的你 |           | Type-B |      |
| 1st | 2018年06月20日 | 起跑的瞬間 | 想要變漂亮           |           | Type-B |      |
| 1st | 2018年06月20日 | 起跑的瞬間 | 平假名的戀愛         |           | 通常盤 |      |

## 演出

### 電視劇
- DASADA系列（日本電視台）：飾演 春澤胡桃（春澤くるみ）[60]
  - DASADA（2020年1月16日－3月19日）[61]
  - DASADA ～迎向未來的倒數計時～（2020年7月2日－9月10日）[62]
- 聲春！（2021年4月29日－7月1日，日本電視台）：主演 天道愛菜（天道まな）[63][64]

### 電視動畫
- Pickles the Frog ～心情的顏色～ 第1、7集（2020年10月4日、11月15日，BS12 TwellV）：聲演 明里[65]
- 大家的豆子（2022年4月4日－2023年3月24日，朝日電視台）：聲演 Mami（まみ） [66][67]

### 綜藝
- CHOTeN～這個星期，預想誰？～（2021年10月2日－2022年9月24日，東京電視台）- 常規出演[68]

### 電影
- DEEMO 櫻色旋律 ～你所彈奏的琴音，至今仍在迴響～ （2022年2月25日，波麗佳音）：飾演 蒙面少女/Seria[69]
- 跳躍計劃
  - 室井慎次 不敗者（2024年10月11日，東寶）[70]
  - 室井慎次 繼續生存者（2024年11月15日，東寶）[70]

### 廣播
- Belc呈獻 日向坂46的把多餘的事情也做了吧！（2020年10月2日－12月4日；2021年4月2日－2024年9月27日，FM東京）- 主持人[71][72]
- 丹生明里のニッポン2位紀行（2024年12月30日，TBS電台）- 主持人[73][74]
- 丹生明里 HAPPY CARAVAN（2025年4月6日－，TBS電台）- 主持人[75][76]

### 舞台劇
- AYUMI（2018年4月20日－5月6日，東京AiiA劇場）- 響板隊[77]
- 魔法紀錄 魔法少女小圓外傳（2018年8月24日－9月9日，TBS赤坂ACT劇場）：飾演 鹿目圓[78]
- 扶桑花女孩 - dance for smile -（2025年5月22日－6月2日，新國立劇場 中劇場）：飾演 谷川紀美子（主演）[79][80]
- 朗讀劇「THE MOST DISTANT DAY FROM YOU」（2025年7月7日－8日，澀谷區文化綜合中心大和田 Sakura Hall）[81]

### 活動
- 埼玉 150th Project 
  - 埼玉150週年1年前活動（2020年11月14日，埼玉會館）[82]
  - 埼玉150週年活動（2021年11月14日，埼玉會館）[83]
- DreamHack Japan 2023 VALORANT 女性玩家表演赛（2023年5月13日，幕張Event Hall）[84]
- VALORANT Masters Tokyo Countdown Events（2023年6月8日，RED° TOKYO TOWER）[85][86][87]

## 書籍

### 寫真集
- 溫柔的關係（やさしい関係；2022年7月26日，幻冬舍）[88][89]

## 外部連結
- 丹生明里官方網站（日語）
- 丹生明里官方FC（日語）
- 丹生明里的Instagram帳戶（2023年2月15日－）（日語）
- 丹生明里的X（前Twitter） （2025年4月1日－）（日語）
- YouTube上的にぶちゃんねる頻道（日語）

日向坂46時期
- 日向坂46個人介紹頁（日語）
- 丹生明里 官方部落格 - 日向坂46官方網站（2017年12月5日－2025年2月28日）（日語）
- 日向坂46丹生明里1st寫真集《溫柔的關係》的X（前Twitter）（2022年5月23日－）（日語）
- 日向坂46丹生明里1st寫真集《溫柔的關係》的Instagram帳戶（2022年5月23日－）（日語）
- 丹生 明里（日向坂46）的SHOWROOM專頁（日語）